# Yehuda Bauer
Yehuda Bauer (en hebreo: יהודה באואר; Praga, 6 de abril de 1926-Jerusalén, 18 de octubre de 2024) fue un historiador y erudito israelí del Holocausto. Fue profesor de Estudios del Holocausto en el Instituto Avraham Harman de Judería Contemporánea en la Universidad Hebrea de Jerusalén.

## Biografía
Como ciudadano nativo de Praga, Checoslovaquia, Bauer hablaba checo, eslovaco y alemán a una edad temprana, y luego aprendió hebreo, yiddish, inglés, francés y polaco. Su padre tenía fuertes convicciones sionistas y durante la década de 1930 intentó recaudar dinero para llevar a su familia al Mandato Británico de Palestina. En el día en que la Alemania nazi se anexionó Checoslovaquia, el 15 de marzo de 1939, la familia emigró a Palestina, vía Rumania.[cita requerida]
Bauer asistió a la escuela secundaria en Haifa y, a los dieciséis años, inspirado por su profesora de historia, Rachel Krulik, decidió dedicarse a estudiar historia. Al terminar la escuela secundaria, se unió al Palmach. Estudió en la Universidad de Cardiff en Gales con una beca británica, interrumpiendo sus estudios para luchar en la guerra árabe-israelí de 1948, después de lo cual completó su licenciatura.
Bauer regresó a Israel para unirse al Kibbutz Shoval y comenzó su trabajo de posgrado en historia en la Universidad Hebrea. Recibió su doctorado en 1960 por una tesis sobre el Mandato Británico de Palestina. Al año siguiente, comenzó a enseñar en el Instituto para la Judería Contemporánea en la Universidad Hebrea.
Convertido en uno de los mayores expertos en la historia del Holocausto, en 2000 fue nombrado asesor principal del Foro sobre el Holocausto celebrado en Estocolmo por iniciativa del International Holocaust Remembrance Alliance.